# Poétenga
Ne doit pas être confondu avec Péotenga.
Poétenga, également orthographié Péotenga, est une localité située dans le département de Yargo de la province du Kouritenga dans la région Centre-Est au Burkina Faso.

## Démographie
| 2003  | 2006  | 2012 |
| ----- | ----- | ---- |
| 1 216 | 1 145 | -    |

En 2006, sur les 1 145 habitants du village – regroupés en 196 ménages – 54,15 % étaient des femmes, 45,2 % avaient moins de 14 ans, 46,6 % entre 15 et 64 ans et 5,2 % plus de 65 ans.

## Santé et éducation
Le centre de soins le plus proche de Poétenga est le centre de santé et de promotion sociale (CSPS) de Yargo tandis que le centre médical avec antenne chirurgicale (CMA) se trouve à Koupéla.
Le village possède un centre permanent d'alphabétisation et de formation (CPAF).